# Cryptoloba peperitis
Cryptoloba peperitis là một loài bướm đêm trong họ Geometridae.